# Mysidia bianca
Mysidia bianca är en insektsart som beskrevs av Broomfield 1985. Mysidia bianca ingår i släktet Mysidia och familjen Derbidae. Inga underarter finns listade i Catalogue of Life.